# Adrastea (mitologia)
Adrastea (gr. Ἀδράστεια Adrásteia, łac. Adrastea – 'Nieodwracalna', 'Nieunikniona', 'Nieuchronna') – w mitologii greckiej córka Ananke, bogini sprawiedliwości i opiekunka gór. Zamiennie spotyka się też pisownię: Adrastia, Adrasteja, Adrestea, Adrasteia.
Jej kult wywodzi się z Azji Mniejszej, w szczególności z Frygii. Jego początków należy szukać w kulcie bogini Nemezis albo Kybele już w czasach archaicznej Grecji. Zbieżność postaci jest tak duża, że w wielu wypadkach są one nie do rozróżnienia. Zdobyła też sobie dużą popularność w Tracji.
Imię Adrastei jest wyprowadzane od imienia Adrastus. Według Strabona, Adrastus, syn Meropa pierwszy zbudował nad rzeką Asopus świątynię Nemezis, co zostało upamiętnione w jej nazwie akcentującej budowniczego. Miejsce to obecnie identyfikuje się z górą Kyzikos w Myzji. Góra znajduje się około 4 km na zachód od Bandırma  w Turcji.
Nazwę bogini wyprowadza się też od greckiego czasownika διδράσκειν didráskein, co tłumaczy się jako 'bogini, której nikt nie umknie'.
Długotrwała tradycja kultu bogini zaowocowała obecnością wielu różnych historii jej życia, wzbogacanych, często sprzecznymi, szczegółami.
Przede wszystkim można spotkać różne dane na temat jej rodziny. Może być więc córką Okeanosa, Zeusa i Temidy albo córką Zeusa i Ananke. Zwykle jednak z Zeusem nie jest spokrewniona, jest opiekunką wyznaczoną przez jego matkę Reę do opieki nad niemowlęciem, które należy ukryć przed ojcem chcącym je zabić. Adrastea ukryła Zeusa w grocie. Imre Trencsényi-Waldapfel stwierdza, że Zeus urodził się w grocie kreteńskiej góry Dikte (zwanej także jaskinią Psychro) i został oddany pod opiekę dwóch nimf zamieszkałych na tej górze. Inne źródła potwierdzają, że nie tylko Adrastea opiekowała się Zeusem, lecz pomagała jej siostra Ida (Idaja). Mitograf Hyginus w Fabulae wymienia nawet trzy siostry o imionach Ida (Idothea), Adrastea (Adrasta) oraz Althaea. Karmiły one Zeusa mlekiem oraz nektarem i ambrozją od kozy o imieniu Amaltea. Kallimach z Cyreny w Hymnie do Jowisza (47) podaje, że towarzyszyli im bracia, którzy jako korybanci (kureci) bijąc mieczami o tarcze robili hałas, przez który Kronos nie mógł usłyszeć płaczu dziecka. Opiekunowie Zeusa, Adrastea i jej pomocnicy byli dziećmi króla Krety Melisseusa i jego żony Amaltei (zależnie od opowiadania Amaltea jest kozą albo żoną króla Krety). Adrastea dała Zeusowi do zabawy piłkę. Dowiadujemy się o tym z relacji Apolloniosa z Rodos. Afrodyta zamierzała w ten sposób przekupić Erosa, aby rozkochał córkę Ajetesa w Jazonie.  Afrodyta przedstawia Erosowi zalety piłki:

Dostaniesz piłkę, która należała do Zeusa, ojca bogów i ludzi, kiedy był jeszcze dzieckiem. (…) Mogę ci powiedzieć, że tak pięknej zabawki nie podarował nikomu nawet mój pan i małżonek, Hefajstos. Wymalowana jest w złote kółka i pasy koloru nieba, a kiedy będziesz się nią bawił, zobaczysz, że ciągnie za sobą błyszczącą smugę, niby spadająca gwiazda.

Mit o Adrastei i dzisiaj obecny jest w świadomości. Dostępna jest gra Rhesus, oparta na tragedii Eurypidesa o Rhesusie z Tracji. Występuje w niej Adrastea, córka Zeusa, opiekująca się chorym ojcem.
Lukian z Samosat opisuje Adrasteę/Nemezis, w swoim IX dialogu morskim, słowami Posejdona zwróconymi do Nereid, określając ją jako dużo silniejszą od Nefele, niezdolnej do uchronienia swej córki Helle od upadku z barana złotego runa podczas ucieczki.

## Miejsca kultu
O miejscach kultu poświęconych Adrastei wspomina Pauzaniasz. W porcie Kirra (funkcjonował jeszcze za Ptolomeusza i Pliniusza, obecnie prawie nic z niego nie zostało) należącym do Delf (Delfy mają inny port, o nazwie Itea), opisuje świątynię Apolla, Artemidy i Leto, ozdobioną wielkimi posągami bóstw w stylu attyckim. Zauważył też tam, nieco mniejszy, posąg Adrastei. Pauzaniasz wspomina również, że wiosną w świątyni Zeusa Nemejskiego, położonej w pobliżu jaskini lwa nemejskiego, wzywano Adrasteę. Była to późnoklasyczna świątynia z ok. 330 r. p.n.e. posadowiona na jeszcze starszej platformie, co jest świadectwem długotrwałości kultu.
Adrastea to także miejscowość nad rzeką Granik, słynna ze świątyni i wyroczni Apollina Aktejskiego i Artemidy.